# Star Ocean: Till the End of Time
Star Ocean: Till the End of Time es un juego de RPG, sucesor de los juegos Star Ocean y Star Ocean: 2nd Story. Fue creado por Tri-Ace y publicado por Square Enix para la consola PlayStation 2. Ha sido lanzado en Japón, Norteamérica y Europa. 
El juego tiene lugar cuatrocientos años después de los dos primeros Star Ocean. También se ha publicado el manga para la revista Monthly Shonen Gangan.

## Modo de juego
Como el RPG que es (estilo de la saga Tales of o Final Fantasy), el personaje se mueve por diversos escenarios, interactúa con múltiples personajes y consigue objetos para llevar a cabo su objetivo. Además, tienen lugar batallas con enemigos, en las cuales se atacan los unos a los otros hasta que uno vence (bien sea por quitarle todos los PS (Puntos de Salud) o PM (Puntos de Maná). Si es el protagonista el ganador, se le recompensa con EXP (experiencia), la cual sirve para subir de nivel cuando se obtiene la necesaria; y FOL (dinero), con el cual se pueden comprar objetos.
Las principales diferencias entre Star Ocean: Till the End of Time y el resto de juegos Rpg son las siguientes:
- El sistema de batalla no es el típico estilo menú (como en la saga Dragon Quest o Breath of Fire), sino que el personaje se puede mover libremente por el escenario y atacar desde diversas posiciones, o esquivar así los ataques enemigos, lo cual le da un factor estratégico de los que otros juegos del mismo estilo carecen.

- El juego contiene, además, una enciclopedia; cada vez que aparece una palabra en un color diferente por primera vez, se creará una nueva entrada. Así, se explican múltiples detalles sobre geografía, historia, razas, personajes, poderes...

- Es uno de los pocos juegos RPG que incluye modo multijugador.

- Incluye también trofeos; cuando realizas una acción meritoria en combate (como derrotar a un enemigo en una cantidad específica de tiempo), conseguirás un nuevo trofeo.

- Hay un sistema de creación de objetos que, mediante diversas categorías (Artesanía, ingeniería, cocina, herrería, creación de pociones, escritura, alquimia y síntesis) te permite crear múltiples objetos que de otra manera no podrías obtener. Cada personaje tiene, en cada una de dichas categorías, un nivel de talento, y por cada objeto puedes incluir a tres personajes; cuanto mayor sea el nivel de talento, más posibilidades habrá de que consigas fabricar el objeto. El ítem que salga dependerá de la cantidad de dinero que uses. Además, puedes contratar a diversos inventores especializados en un determinado talento para que te ayuden en la fabricación.

## Historia

### Trasfondo
La mayor parte del juego se desarrolla en planetas subdesarrollados, aun cuando se trata de un juego de ciencia ficción futurístico. En él, se presenta un universo en conflicto entre la Federación Pangalactica (a la cual pertenece la Tierra) y al ejército del Imperio Aldian, del cual solo se conoce el nombre, además de los problemas ocasionados por el grupo separatista Quark y, más adelante, por la nación Vendeeni, que trata de acabar con la familia Leingod.
Aun a pesar del ambiente futurista, exista una forma de "magia"; la simbología (llamada Runología en Elicoor II), consistente en manipular los elementos a través de unos símbolos grabados en el cuerpo.

### Personajes
Fayt Leingod (Fate Linegod en el original)
Sexo: Hombre
Edad: 19
Altura: 5'9"
Peso: 148 lbs
Raza: Humano
Arma: Espada
Hijo de los científicos más importantes de la galaxia en cuanto a simbología se refiere; su padre, Robert Leingod, investiga en secreto el peligroso campo de la genética simbológica. Fayt es bastante vago, además de un fanático de los juegos holográficos y el baloncesto. Sin embargo, es un chico bastante honorable y leal, y jamás abandonaría a nadie que le necesita.
Es compañero de escuela y amigo de infancia de Sophia Esteed. Posee también el Gen de Destrucción.
Sophia Esteed
Sexo: Mujer
Edad: 17
Altura: 5 ft 3 in
Peso: 108 lb
Raza: Humana
Arma: Bastones y simbología
Es una chica amable y dedicada a los demás, amiga de infancia de Fayt. Su padre trabaja en el mismo laboratorio que el de Fayt, y fue por esto que la eligieron a ella para implantarle el Gen de Conexión. Nació en la colonia Moonbase, lugar donde se ubica el laboratorio de genética simbológica.
Aun cuando se cree que está enamorada de Fayt, esto no se demuestra salvo en el manga y en sus vacaciones en Hyda IV.
Cliff Fittir (Cliff Fitter en el original)
Sexo: Hombre
Edad: 36
Altura: 6'2"
Peso: 212 lbs
Raza: Klausiano
Arma: Guantes
Fundador y miembro de la organización anti-Federación Quark, Cliff es procedente de Klaus III. Aun a pesar de estar en contra de la Federación Pangalactica, actúa más como un intermediario que como un terrorista (como son tratados por bastantes personas, tales como la tripulación de la nave Invisible). Su fuerza es muy superior a la de los humanos debido a la alta fuerza gravitatoria de Klaus III, y su atmósfera posee más nitrógeno y menos oxígeno que la terráquea. Aunque Cliff puede parecer un vándalo o un bruto, es en realidad un mediador de gran carisma e inteligencia, como demuestra cuando la situación lo requiere, además de un experto piloto capaz de salvarse de situaciones límite.
Secuestra a Fayt cuando este se encuentra atrapado en Vanguard III por orden directa de Maria Traydor.
Mirage Koas (Mirage Coast en el original)
Sexo: Mujer
Edad: 27
Altura: Desconocida
Peso: Desconocida
Raza: Klausiana
Arma: Guantes
Klausiana compañera de Cliff en la organización Quark y segunda al mando hasta que llegó Maria Traydor. Es la acompañante de Cliff y piloto en la mayoría de las ocasiones de su nave, la Eagle. Mirage es la hija del dueño de un dojo, en el cual Cliff y ella han luchado múltiples veces, siendo el resultado de sus combates de 54 a 523; sin embargo, nunca han dicho quien es el ganador. Se une al grupo casi al final del juego, aunque aparece desde el principio.
En Japón salió, al igual que Adray, tan solo en el Director's Cut, pero en Europa salieron ambos en la versión original desde el principio.
Maria Traydor (Maria Traitor en el original)
Sexo: Mujer
Edad: 19
Altura: 5'3
Peso: 104 lbs
Raza: Humana
Arma: Armas de fuego y simbología
Líder de Quark desde que, gracias al Gen de Alteración, destruyó la nave de combate Invisible, liderada por el comandante Schilling. Busca a Robert Leingod ya que este último le modificó genéticamente cuando era un bebe; es por esto que quiere hablar con Fayt, sino para buscar venganza, por lo menos para que le den una explicación.
Es, además, la única capaz de introducirse en el sistema informático de la Federación Pangalactica sin ser advertida.
Nel Zelpher
Sexo: Mujer
Edad: 23
Altura: 5'7
Peso: 112 lbs
Raza: Elicoorian
Arma: Dagas
Líder de la Legión Secreta, que se encarga de operaciones de inteligencia para el reino sagrado de Aquaria. Es considerada una luchadora de alta categoría y un digno rival aun no habiendo terminado su entrenamiento. Es una de las personas en las que la reina Aquaria XXVII, más confianza tiene. Se infiltró en el castillo de Airglyph para evitar que Fayt y Cliff pudieran compartir su avanzada tecnología. Más tarde se unirá a la causa de Fayt para defender su mundo.
Hija del líder anterior de la Legión Secreta, Nevelle Zelpher, muerto a manos de Woltar, líder de la Storm Brigade, en un duelo a muerte para que sus hombres pudieran escapar. Heredera de las Dagas runológicas.
Albel Nox
Sexo: Hombre
Edad: 24
Altura: 6'1
Peso: 141 lbs
Raza: Elicoorian
Arma: Katanas y garras
Líder de la Brigada Negra, uno de los tres principales ejércitos del Reino de Airyglyph. Es el eterno rival de Duke Vox, el cual ha conseguido meterle en la cárcel en más de una ocasión. Aun a pesar de que, como su apodo (Albel el Despiadado) indica, pueda parecer un bárbaro salvaje, es en realidad un estratega (algo radical) y político notable, que actúa siempre mediante la fuerza, el miedo y la opresión.
Su padre, Glou Nox, era el líder de la Brigada de Dragones, puesto el cual Albel debería haber heredado; sin embargo, durante la Ascensión de la Llama (ritual mediante el cual los soldados obtienen su dragón), Albel fue incapaz de sincronizarse con su montura, por culpa de lo cual debería haber muerto abrasado; sin embargo, su padre, Glou, se interpuso entre el chico y las llamas, muriendo en su lugar. Aun así, Albel perdió su brazo en aquel accidente.
Si bien se ríe de los protagonistas y los trata como a seres inferiores, acaba uniéndose al grupo como condición para salir de la prisión (en una de las ocasiones en que lo habían encarcelado) para ayudarles a domar a Crosell, mayor dragón de Elicoor II, con potencia suficiente para enfrentarse a una nave de combate Vendeeni media.
Albel es, asimismo, sucesor de la espada Azote Escarlata.
Peppita Rossetti (Shouffle Rossetti en el original)
Sexo: Mujer
Edad: 14
Altura: 4'4"
Peso: 79 lbs
Raza: Expelian
Arma: Botas y bolas
Chica expeliana que trabaja en el circo Rossetti, liderado por Piccolotto Rossetti. Su raza es especialmente hábil para este tipo de trabajos, pues son ágiles y pueden realizar esfuerzos en los que se requiera potencia explosiva. Se une al grupo en Moonbase.
Roger S. Huxley
Sexo: Hombre
Edad: 12
Altura: 3'1"
Peso: 66 lbs
Raza: Menodix
Arma: Hachas y cascos.
Menodix procedente de la Ciudad Perdida de Surferio, situada en la República de Sanmite. Fayt, Cliff y Nel le salvan del Clan de la Sombra Lunar de ladrones, y les pide ayuda para buscar una estatua. Sin embargo, no se unirá hasta más adelante, cuando pida ayuda a los protagonistas para buscar un tesoro perdido.
Adray Lasbard
Sexo: Hombre
Edad: 58
Altura: 6'1
Peso: 221 lbs
Raza: Elicoorian
Arma: Katanas y runología
Padre de Clair Lasbard, miembro de la Hoja Escarlata y figura clave en la creación del Reino Sagrado de Aquaria. Se cuenta que Adray ha realizado hazañas inimiginables, como moverse entre continentes a nado, o derrotar a criaturas gigantescas con sus manos desnudas. Sin embargo, debido a su carácter brusco, suele ser enviado a misiones de riesgo máximo al continente del norte, en Giatt.

### Personajes no jugables
Si bien son muchos los personajes no jugables que tienen gran importancia en la trama, aquí solo se introducirán los más relevantes.
Ameena Leffeld
Chica extremadamente parecida a Sophia que Fayt encuentra en Elicoor II. Ayuda a encontrarse con su amor de la infancia, Dion, antes de que ambos mueran, ella de enfermedad y el de un cañonazo.

Clair Lasbard
Miembro de la Hoja Escarlata y compañera de Nel Zelpher. Es la encargada de proteger el pueblo de Arias, situado en la frontera justa entre los límites de Aquaria y Airyglyph.
Commodore Wittcomb
Piloto y primero al mando de la Aqualie, principal nave de combate de la Federación Pangalactica. De no ser por él, los miembros de Quark estarían muertos, y Fayt y compañía jamás habrían podido llegar a Styx.
Blair Lansfeld
Ser cuatridimensional que ayuda a Fayt y compañía a luchar contra Sphere 211, en la que ella trabaja, ya que esta está intentando acabar con los seres tridimensionales por el nivel de tecnología que han alcanzado. Gracias a ella consiguen infiltrarse en las oficinas de Sphere 211 y entrar y superar el Firewall de Luther.
Luther Lansfeld "El Creador"
Hermano de Blair y creador y director de Sphere 211. El creó el juego Eternal Sphere, que a su vez es el universo en el que viven Fayt y los demás. Intenta debuggear dicho universo ya que los seres tridimensionales han adquirido la habilidad de entrar y atacar a los seres de la Cuarta Dimensión, con lo que temen que acaben rebelándose contra ellos. Finalmente, conseguirá borrar por completo el universo de los protagonistas y permanecer con vida en la cuarta dimensión, convirtiéndose en uno de los pocos enemigos finales de videojuego que consiguen todos sus objetivos.

### Trama
La historia comienza con Fayt y Sophia en Hyda IV, un planeta de veraneo donde están pasando las vacaciones. Sin embargo, por culpa de un inesperado ataque han de huir, dejando atrás a Robert y Ryoko, los padres de Fayt. Consiguen escapar a un refugio pero, cuando estaban siendo transportados a un lugar seguro, son atacados de nuevo por las mismas naves de antes. Han de huir en cápsulas de escape, con lo que Sophia y Fayt se separan, y este último espera a llegar al planeta habitable más próximo.
Finalmente, consigue llegar a Vanguard III, donde es ayudado por un par de nativos. Entonces se entera de que Norton, de la raza Rezerbian, está intentando hacerse con el control del planeta; es entonces cuando aparece Cliff Fittir y lo rescata, dejando a Norton fuera de combate. Junto a Mirage Koas, se lo llevan en la nave Eagle; sin embargo, cuando estaban a punto de llegar al punto de encuentro con Maria Traydor, son atacados de nuevo por los Vendeeni que habían atacado Hyda IV. Consiguen escapar, pero, dañados y con la nave en un estado lamentable, consiguen poco menos que hacer un aterrizaje de emergencia en Elicoor II.
Allí, Cliff y Fayt son encarcelados y torturados por el reino de Airyglyph, mientras Mirage huye en busca de refuerzos. Finalmente, Nel Zelpher aparece para liberarles, con la condición de que, a cambio, le entreguen al reino de Aquaria la tecnología con la que está hecha la nave en la que llegaron. Fayt y Cliff se hacen pasar por ingenieron de Greeton, una superpotencia tecnológica de Elicoor, y son llevados a Aquaria, enfrentándose en múltiples ocasiones a Airyglyph. Una vez allí, les piden que completen un arma altamente destructiva, la Flecha de Apris. Cliff y Fayt acceden y, eventualmente, acaban viéndose sumergidos en una guerra entre ambos reinos, la cual acaba en una tremenda batalla en las Planicies de Aire, en la cual los Vendeeni atacan de nuevo a Fayt. Entonces, su Gen de Destrucción despierta, destruyendo de un solo golpe la nave que les atacaba.
Finalmente, consiguen ponerse en contacto con María, la cual desciende a Elicoor para contarle a Fayt que su padre, Robert Leingod, les ha modificado a ambos genéticamente, introduciéndole a él el Gen de Destrucción y a ella el Gen de Alteración. Le cuenta también cómo consiguió llegar a tomar el liderazgo de Quark, cuando la Invisible, nave de batalla de la Federación Pangalactica liderada por el comandante Schelling, atacó a la nave insignia del grupo anti-Federación; Maria salvó la situación derribando la Invisible de un misil alterado con su Gen.
Entonces llega noticia a la reina de Aquaria de que los Vendeeni están intentando robar el Orbe Sagrado, un OPA (Out of Place Artifact) que concede poder casi divino a quien lo posea. Así que Fayt y compañía se dirigen a evitar que eso pase; tras ello, como el ataque Vendeeni continua sobre el planeta en busca de Fayt, deciden buscar la manera de escapar de Elicoor y llegar a Diplo, la nave insignia de Quark. Finalmente, deciden firmar una alianza con Airyglyph para obtener la ayuda del Marquee, el mayor dragón que habita en Elicoor II; para ello, Airyglyph obliga a Albel Nox, que se encontraba encarcelado, a acompañarles. Cuando por fin consiguen que el dragón les ayude, montan Flecha de Apris, el inmenso cañón de Aquaria, en la espalda del Marquee, y con el ahuyentan a las naves de Vendeeni para poder contactar con el Diplo.
Sin embargo, en pleno combate, un inmenso rayo de energía, muy superior a cualquier cantidad posiblemente imaginable, derriba a las naves Vendeeni que les atacaban, con lo que, finalmente, Fayt y los demás pueden salir de Elicoor II a bordo del Diplo.
Cuando han salido al fin de la atmósfera de Elicoor, les llega un comunicado Vendeeni; intercambiar a Robert Leingod y Sophia Esteed por Fayt. Los miembros de Quark acceden, con la intención de rescatarles sin dar a Fayt, y deciden que el intercambio se lleve a cabo en lo alto del campo de entrenamiento de Kirlsa (perteneciente a la Brigada Negra), en Elicoor.
Una vez allí, Dasvanu, la nave de los Vendeeni, y Diplo, entran en combate mientras Fayt y los demás rescatan a Sophia y Robert. Buscan refugio mientras Cliff distrae a las tropas Vendeeni, y entonces Maria pide explicaciones a Robert por modificarla genéticamente sin su consentimiento; entonces, él les dice que lo hizo para salvar el universo, y que les explicará todo cuando tengan más tiempo. Tras esta escena, se dirigen de nuevo a la azotea para enfrentarse a los Vendeeni y regresar al Diplo; entonces, Albel Nox o Nel Zelpher (dependiendo de con quien tengas mayor nivel de afección) acude en tu ayuda, destruyendo el artefacto Vendeeni que impedía que fueran transportados. Sin embargo, el jefe del Dasvanu, antes de morir, consigue disparar a Robert Leingod, acabando con su vida. Sin embargo, antes de fallecer, le dice a Fayt y Maria que se dirijan a Moonbase, donde se encontraba su laboratorio.
Gracias a Commodore Wittcomb, el jefe de la Aqualie, consiguen salvar al Diplo del ataque de las naves Vendeeni. Una vez a bordo de su nave, Wittcomb les informa de que una entidad desconocida que se denomina a sí misma "El Creador" fue la responsable de lanzar el tremendo rayo de energía que habían visto antes, así como otros tantos dirigidos a la Tierra. Dicho Creador, mediante unas naves de batalla totalmente desconocidas llamadas Ejecutores, anuncia la completa aniquilación de los seres humanos por entrometerse en el terreno de Dios.
Desconociendo todo lo referente a dicha entidad, Fayt y los demás se dirigen, gracias a Commodore Wittcomb, al laboratorio de Robert Leingod en Moonbase, la cual está siendo atacada por seres desconocidos llamados Proclamadores, idénticos en intenciones a los Ejecutores. Cuando finalmente consiguen llegar al laboratorio, descubren el motivo por el cual le habían sido implantados dichos genes.
Hace muchos años, el doctor Leingod y su equipo de investigación estaban explorando algo llamado la Puerta del Tiempo, situado en el Planeta Styx. Mientras se encontraba estudiándola, esta les habló, y anunció el total exterminio de los humanos por introducirse demasiado en el terreno de Dios, tal como había proclamado el "Creador". Desde aquel momento, Leingod y sus compañeros modificaron genéticamente a sus hijos para que pudieran introducirse en la dimensión del Creador; a Fayt le introdujeron el Gen de Destrucción, capaz de herir a los seres de dicha dimensión; a Maria le introdujeron el Gen de Alteración, capaz de hacer posible la vida en el interior de su mundo; y a Sophia le introdujeron el Gen de Conexión, capaz de abrir la puerta a su espacio.
Confundidos y sin saber que hacer, dedicen finalmente dirigirse al planeta Styx, gracias a la ayuda y sacrificio de Commodore Wittcomb y la tripulación de la Aqualie, para combatir al Creador desde el interior. Durante el trayecto, descubren que los Ejecutores, los que están plantando cara y destrozando las naves de batalla de la Federación, no son naves de batalla, sino seres orgánicos; además, dichos seres han destruido ya al Imperio Aldiano, antiguo enemigo de la Federación Pangalactica.
Cuando al fin atraviesan la Puerta del Tiempo, se encuentran, ni más ni menos, que en una ciudad normal y corriente. Allí, un chico les explica que el lugar de donde proceden no es sino un juego llamado Eternal Sphere, y que ellos, seres de la Cuarta Dimensión, juegan con ellos como si de un juego en línea se tratara. Cuando Fayt y demás se enteran de que el Creador no es sino el presidente de la compañía Sphere 211, se dirigen allá para enfrentarse a él cara a cara. Una vez dentro, entran en contacto con Blair Lansfeld, la hermana del Creador, la cual se opone completamente a la destrucción de la Eternal Sphere. Para ello, les entrega un antivirus que debe ser activado desde la Tercera Dimensión para eliminar a los Ejecutores y Proclamadores. Cuando vuelven a su dimensión y activan el antivirus, Blair les anuncia que el Creador, Luther, había previsto que hicieran eso, y en lugar de eliminar a Ejecutores y Proclamadores, los actualizaron, haciéndolos más poderosos.
En esta situación, la única solución viable es hacerse con una herramienta de administración de Eternal Sphere para introducirse en la oficina de Luther y plantarle cara; y dicha herramienta es el OPA, el Orbe Sagrado de Aquaria. Dirigiéndose de nuevo allí, se hacen con el OPA y abren las puertas al despacho del Creador; tras pasar el Firewall, se enfrentan cara a cara a Luther Lansfeld, el Creador.
Allí, él les explica que su nivel tecnológico es demasiado avanzado, y que casi rivaliza con el de la Cuarta Dimensión; además, los seres tridimensionales han adquirido independencia por sí mismos, convirtiéndose en una amenaza potencial. Por tanto, debe debuggear Eternal Sphere para eliminar cualquier peligro que pueda existir en dicha dimensión. Al impedírselo Fayt y compañía. Luther opta por la única solución en su mano; borrar por completo la Eternal Sphere, incluyendo el despacho en el que se encuentran, para acabar con todos los fallos y comenzar el juego de nuevo; en básica, formatear. Entonces, usando sus herramientas de administración, se convierte a sí mismo en un ser mucho más poderoso mientras el universo comienza a ser borrado. Finalmente, Fayt y los demás consiguen derrotarle, pero ni ellos ni Blair consiguen detener el proceso de eliminación, y la Tercera Dimensión es borrada en su totalidad.
Fayt consigue despertar, al fin, en un lugar desconocido; no saben cómo, pero todos están allí. Entonces, Maria les da la única explicación factible a que sigan con vida aún a pesar de que todo había sido borrado; aunque su cuerpo haya sido creado por los seres cuatridimensionales, ellos poseían conciencia propia por sí mismos, y su concepción del universo, aun cuando hubiera sido construida como escenario de un videojuego, había quedado en el interior de sus mentes. Por lo tanto, aunque hubieran borrado las bases del mundo en que vivían, ellos seguían concibiéndolo como tal, por lo tanto, este seguirá existiendo para ellos.
Por tanto, se podría decir que tanto el objetivo de los protagonistas como el de Luther ha sido cumplido.

### Planetas ficticios de principal relevancia en el juego
Hyda IV: Planeta en el cual se encontraban Fayt y Sophia veraneando hasta que las naves Vendeeni les atacaron. Es un complejo vacacional situado en el interior de la frontera de la Federación Pangalactica donde suelen ir a veranear personas de todos los planetas, por sus excelentes condiciones climáticas y parajes paradisíacos.
Vanguard III: Planeta al cual va a parar Fayt cuando huye en una cápsula de escape. Aquí es donde acaba con Norton, y donde Cliff le rescata.
Elicoor II: Planeta donde se desarrolla la mayor parte de la acción. Este mundo está dividido en dos grandes continentes, Gaitt (donde están Airyglyph, Aquaria y la República de Sanmite) y Greeton, superpotencia cerrada casi por completo al resto del mundo, y expertos en maquinaria.
Moonbase: (No un planeta técnicamente) Satélite que gira en torno a la órbita lunar donde se encuentra el laboratorio del dosctor Leingod y sus compañeros Esteed y Traydor. También se le conoce como "Luna".
Planeta Styx: Planeta desértico e inhabitable donde se encuentra la Puerta del Tiempo. Es el lugar desde el que se emiten los gigantescos rayos de energía, y salen los Ejecutores y Proclamadores.
Cuarta Dimensión: Hogar de Luther y Blair Lansfeld; aquí se encuentre Sphere 211, empresa creadora del universo de Fayt. Esta dimensión se divide en siete grandes ciudades, de las cuales, la Ciudad Perdida es la de mayor importancia. Los recursos son tan abundantes que no es necesario trabajar; de hecho, se considera privilegiados a quienes lo hacen.

## Curiosidades
- Algunos dioses de Elicoor II tienen el mismo nombre que algunos de los desarrolladores de Eternal Esphere. Así, la diosa Elena tiene el mismo nombre que su tocaya de Sphere 211.